# Radivoje Manić
Radivoje Manić (n. 16 ianuarie 1972, Pirot, Iugoslavia) este un fost fotbalist sârb.
Manić a debutat la echipa națională a Iugoslaviei în anul 1997.

## Statistici
| Iugoslavia | Iugoslavia | Iugoslavia |
| An         | Meciuri    | Goluri     |
| ---------- | ---------- | ---------- |
| 1997       | 1          | 0          |
| Total      | 1          | 0          |